# Гудвел (Оклахома)
Гудвел (енгл. Goodwell) град је у америчкој савезној држави Оклахома.

## Демографија
По попису из 2010. године број становника је 1.293, што је 101 (8,5%) становника више него 2000. године.
| Група             | 2000.         | 2010.       |
| Белци             | 1.007 (84,5%) | 913 (70,6%) |
| Афроамериканци    | 39 (3,3%)     | 106 (8,2%)  |
| Азијати           | 11 (0,9%)     | 3 (0,2%)    |
| Хиспаноамериканци | 103 (8,6%)    | 226 (17,5%) |
| Укупно            | 1.192         | 1.293       |